# Naturschutzgebiet Gieseler
Koordinaten: 51° 39′ 8″ N, 8° 19′ 9″ O

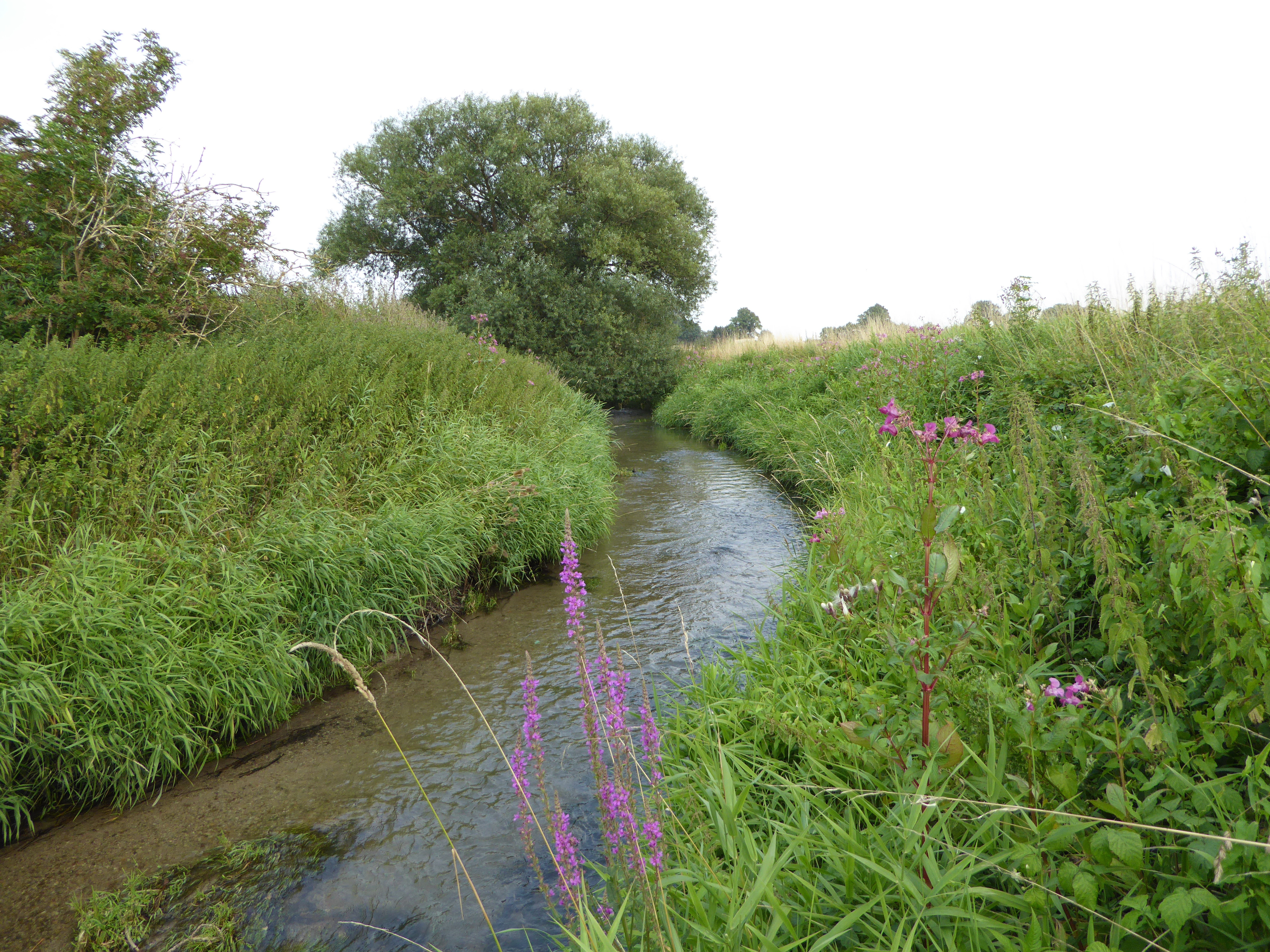
Der Fluss Gieseler im Naturschutzgebiet „Gieseler“ (August 2015)

Das Naturschutzgebiet Gieseler liegt auf dem Gebiet der Stadt Erwitte und der Kreisstadt Soest im Kreis Soest in Nordrhein-Westfalen.
Das Gebiet erstreckt sich südwestlich der Kernstadt Lippstadt in einem schmalen Band entlang der Gieseler, eines linken Nebenflusses der Lippe, zwischen Overhagen im Nordwesten und Bad Westernkotten im Südosten. Die Landesstraßen L 636 und L 748 kreuzen das Gebiet, am südöstlichen Rand verläuft die B 55.

## Bedeutung
Für Erwitte und Soest ist seit 2006 ein 8,93 ha großes Gebiet unter der Schlüsselnummer SO-087 als Naturschutzgebiet ausgewiesen.